# Norman Davies
Ivor Norman Richard Davies (Bolton, 8 giugno 1939) è uno storico e saggista britannico FBA, FRHistS noto per le sue pubblicazioni sulla storia d'Europa, Polonia e del Regno Unito.

## Biografia
Nato da Richard e Elizabeth Davies, è di discendenza gallese. Ha studiato a Grenoble, in Francia, dal 1957 al 1958 e poi con A. J. P. Taylor al Magdalen College e all'University of Oxford, dove ha ottenuto un B.A. in storia nel 1962. Successivamente ha preso un M.A. all'University of Sussex nel 1966 ed ha studiato anche a Perugia. Aveva intenzione di studiare per un Ph.D. in Unione Sovietica ma gli venne negato il visto di accesso, così optò per Cracovia in Polonia, dove studiò all'Università Jagellonica realizzando una ricerca sulla guerra sovietico-polacca. Poiché questa guerra era negata nella storiografia ufficiale polacco-comunista di quel tempo, fu costretto a cambiare il titolo della sua tesi in La politica estera britannica nei confronti della Polonia, 1919-1920. Dopo aver conseguito il dottorato di ricerca a Cracovia nel 1968, il testo in lingua inglese è stato pubblicato, nel 1972, con il titolo White Eagle, Red Star. La guerra sovietico-polacca 1919-1920.
Dal 1971 Davies ha insegnato storia della Polonia alla School of Slavonic and East European Studies dell'University College di Londra, dove è stato professore dal 1985 al 1996, quando è andato in pensione. In seguito è divenuto professore straordinario al Wolfson College di Oxford dal 1997 al 2006. Durante la sua carriera, Davies ha tenuto conferenze in molti paesi, tra cui Stati Uniti, Canada, Australia, Giappone, Cina, Polonia e nella maggior parte dei paesi del resto d'Europa.
La Stanford University, Dipartimento di Storia, gli ha negato una cattedra nel 1986 (con 11 contrari, 10 favorevoli e 1 astensione). Davies successivamente cercò di ottenere tre milioni di dollari di danni dall'università, sostenendo che era stato vittima di una discriminazione sulla base delle sue opinioni politiche (con la pretesa di essere stato "diffamato", per "violazione del contratto" e "interferenza illecita" in affari). Il caso infine cadde quando Davies non fu in grado di far deporre il professor Harold Kahn di Noe Valley per ciò che Kahn (che rifiutò di essere deposto) aveva detto di Davies in occasione di una discussione privata fra docenti. La corte stabilì che, a causa del diritto alla privacy della California, "anche se assumiamo che ...... a un candidato può essere negata la cattedra in modo irregolare" ad esempio con "ragioni diffamatorie", "siamo del parere che il diritto di un docente di discutere con i suoi colleghi delle qualifiche del candidato a fondo e tranquillamente, senza paura che la cosa venga divulgata, è di tale valore fondamentale che non dovrebbe essere compromessa". La corte ha poi confermato il diritto dell'università di decidere sulle nomine dei docenti sulla base di determinati criteri.
Ha insegnato anche al College of Europe.

## Opere

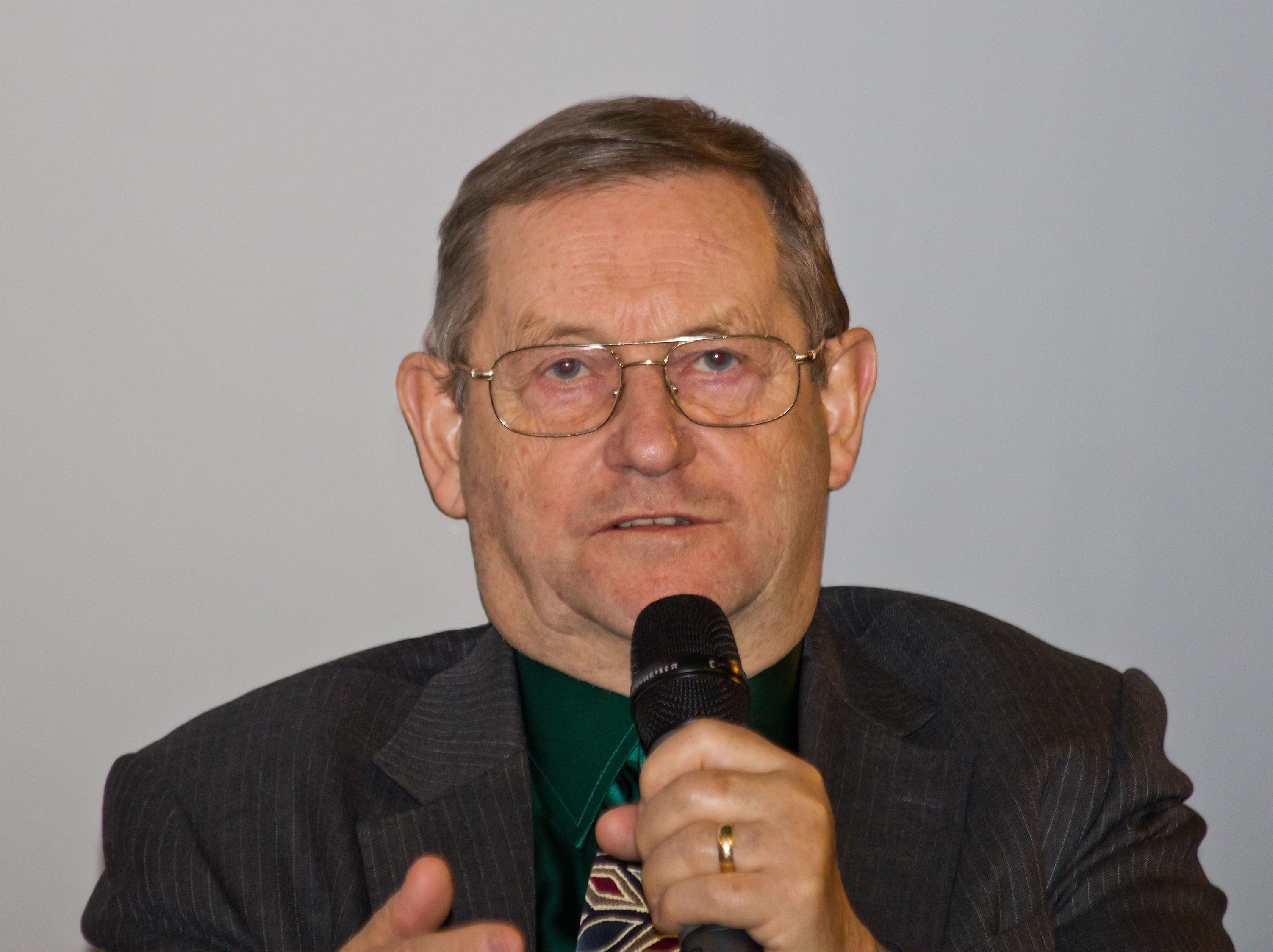
Norman Davies nel 2013

La prima opera di Davies, White Eagle, Red Star: The Polish-Soviet War, 1919-20 fu pubblicata nel 1972. 
Il suo libro del 1981,  God's Playground, una storia globale della Polonia, venne pubblicato ufficialmente solo dopo la caduta del comunismo. Nel 1984, Davies pubblicò Heart of Europe, una breve storia della Polonia, con i capitoli ordinati in senso inverso.
Negli anni 1990 pubblicò Europe: A History (1996) e The Isles: A History (1999), rispettivamente sull'Europa e sulle Isole britanniche.
Nel 2000, l'editore polacco Znak ha pubblicato una raccolta di saggi e articoli di Davies con il titolo Smok wawelski nad Tamizą ("The Wawel Dragon on the Thames").
Nel 2002, su richiesta del sindaco, Bogdan Zdrojewski, Davies ed il suo ex collaboratore, Roger Moorhouse, scrissero una storia di Breslavia. Il libro dal titolo Microcosm: Portrait of a Central European City, venne pubblicato simultaneamente in inglese, polacco, tedesco e ceco.
Davies scrisse anche articoli e saggi per i media. Fra gli altri, ha collaborato con la BBC e con riviste e quotidiani, sia inglesi che statunitensi, come The Times, The New York Review of Books e The Independent. In Polonia collaborò con il settimanale cattolico Tygodnik Powszechny.
Il libro di Davies Rising '44. The Battle for Warsaw descrive la rivolta di Varsavia. Fu seguito da Europe at War 1939–1945: No Simple Victory (2006).
Nel 2008 Davies partecipò alla sceneggiatura del documentario "The Soviet Story".

## Critiche
Alcuni storici ebraici, in particolare Lucy Dawidowicz e Abraham Brumberg, obiettarono sulla trattazione di Davies dell'olocausto in Polonia. Lo accusarono di aver minimizzato lo storico antisemitismo e di aver promosso una visione che tiene conto dell'Olocausto nella storiografia internazionale, dando maggior risalto alla sofferenza dei polacchi non ebrei. I sostenitori di Davies sostengono che egli dà la dovuta attenzione al genocidio e ai crimini di guerra perpetrati sia da Hitler che da Stalin sugli ebrei polacchi e sul popolo polacco. Davies sostiene che "gli studiosi dell'Olocausto non dovrebbero avere alcun timore che i confronti razionali possano minacciare l'unicità. Piuttosto il contrario. "... bisogna ricostruire mentalmente il quadro più completo, al fine di comprendere la vera enormità del cataclisma avvenuto in Polonia durante la guerra e poi dire con assoluta convinzione "mai più".
Nel 1986, la critica di Dawidowicz sul trattamento storico fatto da Davies dell'Olocausto è stata citata come un fattore importante sulla polemica alla Stanford University nella quale a Davies venne negata una cattedra alla facoltà per presunti "errori scientifici". Davies citò in giudizio l'università per violazione del contratto e diffamazione, ma nel 1989 la corte stabilì che non aveva competenza su una materia accademica.

## Riconoscimenti
Davies ha ottenuto una serie di riconoscimenti, quali un dottorato onorario delle università Jagellonica (2003), Lublino, Gdańsk e Varsavia (2007), è membro della Polish Academy of Learning (PAU), dell'Accademia europea delle scienze e delle arti e dell'International Honorary Council dell'European Academy of Diplomacy, e professore della British Academy e della Royal Historical Society.
Ha ricevuto un DLitt honoris causa dalla sua alma mater University of Sussex.
Egli è inoltre cittadino onorifico delle città polacche di Varsavia, Breslavia, Lublino e Cracovia. e membro del comitato per l'Order of the Smile.
Il presidente del governo in esilio della Polonia, Edward Raczyński, lo ha decorato con l'Order of Polonia Restituta. Il 22 dicembre 1998, il presidente della Polonia Aleksander Kwaśniewski, lo ha insignito della Gran croce di prima classe dell'Ordine al merito della Repubblica di Polonia. L'11 novembre 2012 è stato decorato con la più importante onorificenza polacca, l'Ordine dell'Aquila Bianca.
Norman Davies è stato nominato membro dell'Advisory Board dell'European Association of History Educators - EUROCLIO e nel 2008 insignito dell'Ordine della Croce della Terra Mariana della Repubblica di Estonia.
Ha ricevuto, nel 2006, l'insegna di The Knight of Freedom Award per la promozione della storia della Polonia e del valore rappresentato dal generale Casimir Pulaski.
Nel 2012 ha ricevuto l'Aleksander Gieysztor Prize per la promozione della cultura polacca all'estero.

## Vita personale
Norman Davies ha sposato Maria Korzeniewicz, una studiosa polacca nata a Dąbrowa Tarnowska, vive tra Oxford e Cracovia ed ha due figli.

## Opere
- 1972: White Eagle, Red Star: The Polish-Soviet War, 1919–20; Nuova ed., 2004, ISBN 0-7126-0694-7
- 1977: Poland, Past and Present. A Select Bibliography of Works in English, ISBN 0-89250-011-5
- 1981: God's Playground. A History of Poland. Vol. 1: The Origins to 1795, Vol. 2: 1795 to the Present, Oxford, Oxford University Press, ISBN 0-19-925339-0 / ISBN 0-19-925340-4.
- 1984: Heart of Europe. A Short History of Poland, Oxford, Oxford University Press, ISBN 0-19-285152-7.
  - 2001: Heart of Europe: The Past in Poland's Present, Oxford University Press, USA; Nuova ed., ISBN 0-19-280126-0
- 1991: Jews in Eastern Poland and the USSR, 1939–46, Palgrave Macmillan, ISBN 0-312-06200-1
- 1996: Europe: A History, Oxford, Oxford University Press, ISBN 0-19-820171-0
- 1997: Auschwitz and the Second World War in Poland: A lecture given at the Representations of Auschwitz international conference at the Jagiellonian University, Universitas, ISBN 83-7052-935-6
- 1999: Red Winds from the North, Able Publishing, ISBN 0-907616-45-3
- 1999: The Isles. A History, Oxford, Oxford University Press, ISBN 0-19-513442-7
- 2002 (con Roger Moorhouse): Microcosm: Portrait of a Central European City, London, Jonathan Cape, ISBN 0-224-06243-3
- 2004: Rising '44. The Battle for Warsaw, London, Pan Books, ISBN 0-333-90568-7
- 2006: Europe East and West: A Collection of Essays on European History, Jonathan Cape, ISBN 0-224-06924-1
- 2006: Europe at War 1939–1945: No Simple Victory, Macmillan, ISBN 0-333-69285-3
- 2011: Vanished Kingdoms: The History of Half-Forgotten Europe, Allen Lane, ISBN 978-1-84614-338-0
- 2015: Trail of Hope: The Anders Army, An Odyssey Across Three Continents, Osprey Publishing, ISBN 978-1-47281-603-0.
- 2017: Beneath Another Sky: A Global Journey into History, Allen Lane, ISBN 978-1-84614-831-6.